# Polia serratilinea
Polia serratilinea ist ein Schmetterling (Nachtfalter) aus der Familie der Eulenfalter (Noctuidae).

## Merkmale

### Falter
Die Flügelspannweite der in Mitteleuropa vorkommenden Falter beträgt 37 bis 45 Millimeter. Asiatische Exemplare können Flügelspannweiten bis zu 60 Millimeter erreichen. Die ziemlich eintönige Grundfärbung der Vorderflügeloberseite variiert regional von hellgrau bis zu dunkel braungrau. Ring- und Nierenmakel heben sich nur undeutlich ab, sind meist grau gefüllt und zuweilen mit einem kleinen dunklen Fleck in der Mitte versehen. Zapfenmakel sind ebenfalls sehr undeutlich. Die Querlinien sind dunkelbraun und stark gezackt. Die Hinterflügeloberseite ist zeichnungslos graubraun.

### Ei, Raupe, Puppe
Das Ei hat eine halbkugelige Form und eine stark abgeflachte Basis. Es hat eine hell rötliche Farbe und ist mit vielen gewellten Längsrippen überzogen. Ausgewachsene Raupen sind rötlich braun bis graubraun gefärbt und dunkelbraun marmoriert. Die Puppe ist rotbraun und mit zwei Spitzen am schaufelförmigen Kremaster versehen.

### Ähnliche Arten
Die Birken-Blättereule (Polia hepatica), die Hauhechel-Blättereule (Polia bombycina) sowie die Waldstauden-Blättereule (Polia nebulosa) unterscheiden sich alle durch dunkle Flecken in der Submarginalregion der Vorderflügel.

## Verbreitung und Lebensraum
Polia serratilinea ist in Mitteleuropa lückenhaft verbreitet, in erster Linie in Alpennähe. Sie kommt auch im Osten Russlands bis zum Ural vor. Die asiatischen Populationen sind in mehrere Unterarten aufgeteilt, deren Lebensraum bis ins Hochgebirge reicht. Die Art  lebt bevorzugt in offenen Graslandschaften und Steppen sowie an felsigen Berghängen.

## Unterarten
Neben der in Mitteleuropa vorkommenden Nominatform Polia serratilinea serratilinea sind fünf weitere Unterarten bekannt:
- Polia serratilinea kowatschevi Drenowski, 1931, Mazedonien, Griechenland und Bulgarien
- Polia serratilinea pinkeri Varga, 1974, Naher- und Mittlerer Osten
- Polia serratilinea spalax (Alphéraky, 1887), im Osten Russlands bis zum Ural
- Polia serratilinea eremorealis Varga, 1974, Mongolei und China
- Polia serratilinea tenebricosa Hacker  & Weigert, 1990, Himalaya und Afghanistan

## Lebensweise
Polia serratilinea bildet eine Generation pro Jahr. Die nachtaktiven Falter fliegen je nach der Höhenlage des Vorkommens zwischen Mai und August und besuchen künstliche Lichtquellen. Die Raupen ernähren sich von verschiedenen krautigen Pflanzen, bevorzugt von den Blüten des Frühlings-Adonisröschen (Adonis vernalis) oder von Kuhschellen-Arten  (Pulsatilla). Tagsüber halten sie sich unter Moos versteckt auf. Sie überwintern und verpuppen sich im Frühjahr des folgenden Jahres in der Erde.